# Mastschilder

H/V-Lichthauptsignal der DB mit weiß-rot-weißem Mastschild

Hl-Signal mit rotem Mastschild und M-Tafel

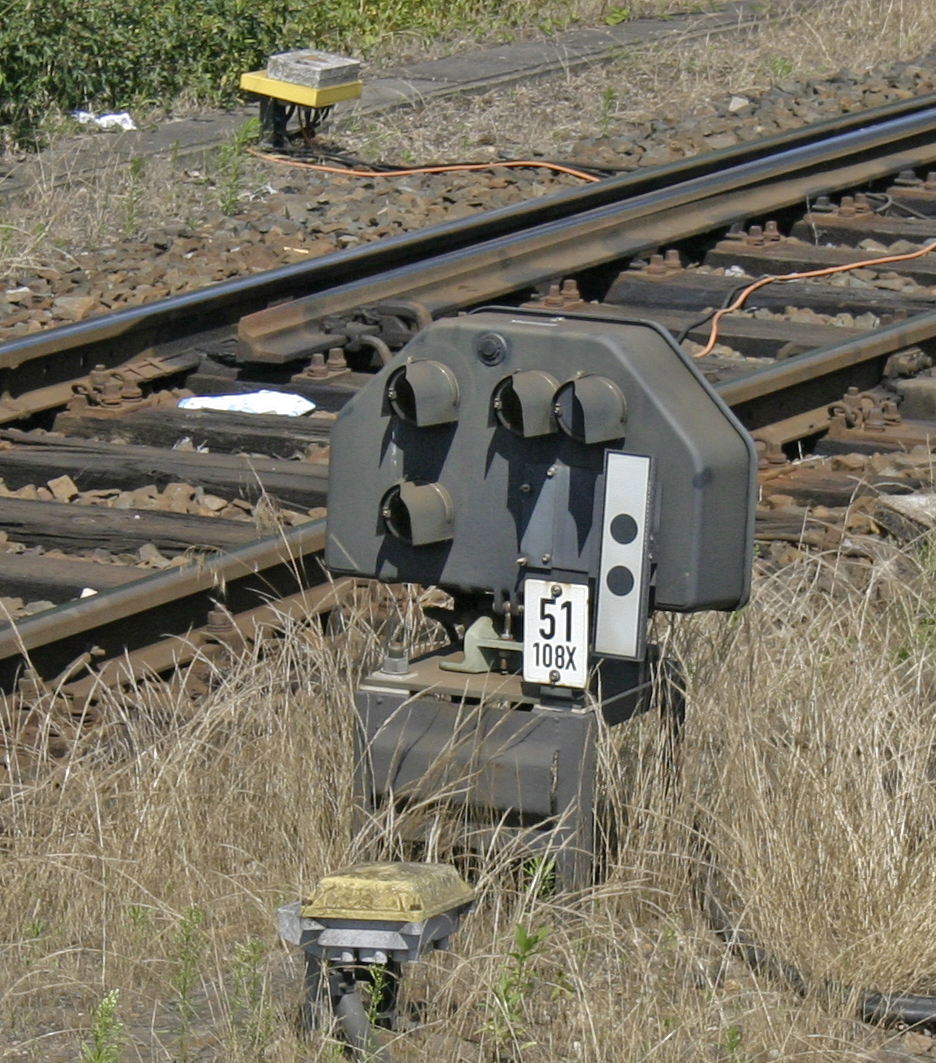
Weißes Mastschild mit zwei schwarzen Punkten an einem Lichtsperrsignal

Als Mastschilder werden in Deutschland und Österreich farbige Markierungen an Lichthauptsignalen und anderen Lichtsignalen bezeichnet, die das Verhalten des Triebfahrzeugführers für einen sicheren Fahrbetrieb bei haltzeigendem, gestörtem oder erloschenem Signal regeln. Formsignale besitzen anstatt der Mastschilder so genannte Mastbleche. Sie dienen der besseren Erkennbarkeit des Flügelsignals, haben jedoch keine betriebliche Bedeutung.

## Deutschland

### Mastschilder
| Bezeichnung                                            | Beschreibung                                                                                          | Bedeutung | Bild |
| ------------------------------------------------------ | --- | --- | ---- |
| Weiß-rot-weißes Mastschild                             | Ein weiß-rot-weißes Mastschild, bzw. ein rotes nach oben zeigendes Dreieck auf weißem Grund (DV 301). | An einem mit diesem Mastschild gekennzeichneten Lichtsignal dürfen Züge nur auf Zs 1, Zs 7, Zs 8, mündlichen Auftrag bei vorhandenem Zs 12 oder auf schriftlichen Befehl vorbeifahren. Rangierfahrten dürfen nur mit Zustimmung des zuständigen Weichenwärters vorbeifahren. |      |
| Weiß-gelb-weiß-gelb-weißes Mastschild                  | Ein weiß-gelb-weiß-gelb-weißes Mastschild.                                                            | An einem mit diesem Mastschild gekennzeichneten Lichtsignal dürfen Züge, wenn nach dem Anhalten keine Verständigung mit dem Fahrdienstleiter möglich ist, ohne Zustimmung vorbeifahren und müssen bis zum nächsten Hauptsignal auf Sicht fahren. Der Fahrdienstleiter muss so bald wie möglich, spätestens auf dem nächsten Bahnhof über die Weiterfahrt verständigt werden. Im Bereich der DV 301 besitzen Hauptsignale mit diesem Mastschild zugleich eine Vorsignalfunktion. |      |
| Weiß-schwarz-weiß-schwarz-weißes Mastschild            | Ein weiß-schwarz-weiß-schwarz-weißes Mastschild.                                                      | An einem mit diesem Mastschild gekennzeichneten Lichthauptsignal dürfen Züge nach dem Anhalten vor dem Signal ohne Zustimmung eines Fahrdienstleiters auf Sicht vorbeifahren. Dieses Mastschild wird nur noch bei der S-Bahn Berlin und bei der S-Bahn Hamburg an Blocksignalen des automatischen Streckenblocks angewendet. Für die Vorbeifahrt sind die jeweiligen Richtlinien zu beachten. Hauptsignale mit diesem Mastschild besitzen zugleich eine Vorsignalfunktion. |      |
| Rotes Mastschild                                       | Ein rotes Mastschild.                                                                                 | An einem mit diesem Mastschild gekennzeichneten Lichthauptsignal dürfen Züge nur auf Zs 1, Zs 8, mündlichen Auftrag bei vorhandenem Zs 12 oder auf schriftlichen Befehl zur Fahrt auf Sicht vorbeifahren. Dieses Mastschild wird nur noch bei der S-Bahn Berlin angewendet. Es wird an Ausfahrsignalen angebracht, bei denen die Fahrten auf Strecken mit automatischem Streckenblock führen. Bei Fahrten auf besonderen Auftrag ist der Auftrag zum Fahren auf Sicht durch das rote Mastschild bereits enthalten. Für das Verhalten nach der Vorbeifahrt gelten die Richtlinien der Ril 432 der S-Bahn Berlin.                                      |      |
| Weißes Mastschild mit zwei schwarzen Punkten (DV 301). | Ein hohes rechteckiges, weißes Mastschild mit zwei schwarzen Punkten.                                 | An einem mit diesem Mastschild gekennzeichneten Lichtsignal, das Halt zeigt, dürfen Züge nur auf Befehl vorbeifahren. Wenn das Signal Ra 12 (DV 301) zeigt oder erloschen ist, hat es für Züge keine Bedeutung. |      |
| Gelbes Mastschild                                      | Ein mit der Spitze nach unten weisendes gelbes Dreieck.                                               | Ks- und Hl-Signale mit einem weiß-rot-weißen Mastschild, die zugleich Vorsignalfunktion besitzen, sind mit diesem Mastschild gekennzeichnet. Es befindet sich grundsätzlich unter dem weiß-rot-weißen Mastschild. Bei Fahrten mit besonderem Auftrag ist ohne weitere Ankündigung das folgende Hauptsignal in Haltstellung anzunehmen. Im Bereich der DV 301 können Hauptsignale mit Vorsignalfunktion nicht mit diesem Mastschild gekennzeichnet sein und Lichtvorsignale anstatt mit einer Vorsignaltafel mit diesem Mastschild ausgerüstet sein. Praktisch erfolgte das nur bei den Ks-Vorsignalen der ersten gebauten elektronischen Stellwerke. |      |

Die Sonderregeln für den automatischen Streckenblock wurden eingeführt, um den Betrieb auf Strecken mit dichter Zugfolge auch im Störungsfall mit akzeptabler Durchlassfähigkeit aufrechtzuerhalten. Das vorher und ansonsten noch immer übliche Rückmelden würde nur ein Verkehren von Zugfahrten im Abstand der besetzten Zugmeldestellen ermöglichen.

### Wiederholer
| Bezeichnung                   | Beschreibung                                                               | Bedeutung | Bild |
| ----------------------------- | -------------------------------------------------------------------------- | --- | ---- |
| Vorsignalwiederholer (DV 301) | Eine quadratische weiße Tafel mit schwarzem Rand und einem schwarzen Ring. | Vorsignalwiederholer im Bereich der DV 301, die nicht durch ein weißes Zusatzlicht gekennzeichnet sind, werden mit dieser Tafel am Mast ausgerüstet. |      |
| Überwachungssignalwiederholer | Eine quadratische schwarze Tafel mit weißem Rand und einem weißen Kreis.   | Wird ein Überwachungssignal wiederholt (Signale für Bahnübergänge), ist dieses durch einen Überwachungssignalwiederholer am Mast gekennzeichnet.     |      |

## Österreich
In Österreich haben alle Haupt- und Schutzsignale ein rückstrahlendes, weiß-rot-weißes Mastschild, das offiziell Signal „Kennzeichnung“ genannt wird. Bei Signalen auf Signalbrücken und bei Zwergsignalen wird das Mastschild direkt auf dem Signalschirm angebracht. Ist das Signal untauglich, etwa auch bei Ausfall des Rotlichts, darf am Signal nur auf besonderen Auftrag vorbeigefahren werden. Auf ETCS-Strecken wird das Signal Kennzeichnung auch bei den ETCS-Halttafeln verwendet.
Auf elektrifizierten Strecken werden die letzten drei Fahrleitungsmaste vor einem Hauptsignal mit einer weiß-rot-weißen, nicht rückstrahlenden Kennzeichnung versehen. Auf nicht elektrifizierten Strecken können solche Tafeln zur Ankündigung von Hauptsignalen freistehend aufgestellt werden.